# Distretto di Cajabamba
Il distretto di Cajabamba è uno dei quattro distretti  della provincia di Cajabamba, in Perù. Si trova nella regione di Cajamarca e si estende su una superficie di 192,29 chilometri quadrati.

Ha per capitale la città di Cajabamba e contava 26.437 abitanti al censimento 2005.